# Футбольный финт
Футбольный финт — движения, вследствие которых соперника вводят в заблуждение, обманный приём, исполненный футболистом.
Качественное исполнение финтов зависит от наличия у футболиста необходимых физических и психических качеств, его интуиции и возможности импровизировать. Тут особенную роль играет: богатое воображение, скорость реакции, высота  центра тяжести корпуса тела, скорость и общая физическая подготовка.
Существуют финты, которые исполняют с мячом или без мяча:
1. Финты без мяча в зависимости от характера движения касаются общей техники футболиста. Это ускорение, смена скорости и направления бега. Финты без мяча — это средство освобождения футболиста от опеки его соперника с целью выхода на выгодную позицию для овладения мячом. К примеру, во время движения вбрасывания мяча из-за боковой линии (аут). Защитники тоже применяют финты без мяча. Они наблюдают за атаками соперника, который ведёт мяч, и пытается спровоцировать, чтобы он отпустил мяч, и тогда выбить или отобрать его. Вратари (голкиперы) применяют финты всем телом с целью создания такой искусственной ситуации, чтобы нападающие наносили удары в те углы ворот, к защите которых они подготовились заранее. Довольно эффективно вратари применяют финты во время выходов из своих ворот. Финты без мяча — это природные движения. Ими овладевают во время проведения игровых упражнений и игр.
2. Финты с мячом (например, марсельская рулетка или «удар скорпиона») распределяются в зависимости от места и положения, которое занимает соперник во время исполнения футболистом финта, — спереди, сбоку, сзади.